# Résultats par département des élections législatives françaises de 1973
 (mars 2025).
La mise en forme du texte ne suit pas les recommandations de Wikipédia : il faut le « wikifier ».
Les points d'amélioration suivants sont les cas les plus fréquents. Le détail des points à revoir est peut-être précisé sur la page de discussion.
- Les titres sont pré-formatés par le logiciel. Ils ne sont ni en capitales, ni en gras.
- Le texte ne doit pas être écrit en capitales (les noms de famille non plus), ni en gras, ni en italique, ni en « petit »…
- Le gras n'est utilisé que pour surligner le titre de l'article dans l'introduction, une seule fois.
- L'italique est rarement utilisé : mots en langue étrangère, titres d'œuvres, noms de bateaux, etc.
- Les citations ne sont pas en italique mais en corps de texte normal. Elles sont entourées par des guillemets français : « et ».
- Les listes à puces sont à éviter, des paragraphes rédigés étant largement préférés. Les tableaux sont à réserver à la présentation de données structurées (résultats, etc.).
- Les appels de note de bas de page (petits chiffres en exposant, introduits par l'outil «  Source ») sont à placer entre la fin de phrase et le point final[comme ça].
- Les liens internes (vers d'autres articles de Wikipédia) sont à choisir avec parcimonie. Créez des liens vers des articles approfondissant le sujet. Les termes génériques sans rapport avec le sujet sont à éviter, ainsi que les répétitions de liens vers un même terme.
- Les liens externes sont à placer uniquement dans une section « Liens externes », à la fin de l'article. Ces liens sont à choisir avec parcimonie suivant les règles définies. Si un lien sert de source à l'article, son insertion dans le texte est à faire par les notes de bas de page.
- La présentation des références doit suivre les conventions bibliographiques. Il est recommandé d'utiliser les modèles {{Ouvrage}}, {{Chapitre}}, {{Article}}, {{Lien web}} et/ou {{Bibliographie}}. Le mode d'édition visuel peut mettre en forme automatiquement les références.
- Insérer une infobox (cadre d'informations à droite) n'est pas obligatoire pour parachever la mise en page.

Pour une aide détaillée, merci de consulter Aide:Wikification.
Si vous pensez que ces points ont été résolus, vous pouvez retirer ce bandeau et améliorer la mise en forme d'un autre article.
L'élection des députés de la Ve législature de la Cinquième République française a eu lieu les 4 et 11 mars 1973.

## Ain

Députés élus de l'Ain par circonscription

| Circonscription | Député sortant                               | Parti | Parti | Député élu ou réélu   | Parti | Parti |
| --------------- | -------------------------------------------- | ----- | ----- | --------------------- | ----- | ----- |
| 1re             | Paul Barberot                                |       | CDP   | Paul Barberot         |       | CDP   |
| 2e              | Michel Carrier suppléant de Marcel Anthonioz |       | RI    | Marcel Anthonioz      |       | RI    |
| 3e              | Guy de La Verpillière                        |       | RI    | Guy de La Verpillière |       | RI    |

## Aisne

Députés élus de l'Aisne par circonscription

| Circonscription | Député sortant    | Parti | Parti | Député élu ou réélu | Parti | Parti |
| --------------- | ----------------- | ----- | ----- | ------------------- | ----- | ----- |
| 1re             | Guy Sabatier      |       | UDR   | Robert Aumont       |       | PS    |
| 2e              | Edmond Bricout    |       | UDR   | Daniel Le Meur      |       | PCF   |
| 3e              | Maurice Brugnon   |       | FGDS  | Maurice Brugnon     |       | PS    |
| 4e              | Albert Catalifaud |       | UDR   | Roland Renard       |       | PCF   |
| 5e              | André Rossi       |       | CR    | André Rossi         |       | CR    |

## Allier

Députés élus de l'Allier par circonscription

| Circonscription | Député sortant   | Parti | Parti | Député élu ou réélu | Parti | Parti         |
| --------------- | ---------------- | ----- | ----- | ------------------- | ----- | ------------- |
| 1re             | Hector Rolland   |       | UDR   | Hector Rolland      |       | UDR           |
| 2e              | Henri Védrines   |       | PCF   | Maurice Brun        |       | Divers droite |
| 3e              | Pierre Villon    |       | PCF   | Pierre Villon       |       | PCF           |
| 4e              | Gabriel Péronnet |       | Rad   | Gabriel Péronnet    |       | MR            |

## Alpes-de-Haute-Provence

Députés élus des Alpes-de-Haute-Provence par circonscription

| Circonscription | Député sortant | Parti | Parti | Député élu ou réélu | Parti | Parti |
| --------------- | -------------- | ----- | ----- | ------------------- | ----- | ----- |
| 1re             | Marcel Massot  |       | MRG   | Marcel Massot       |       | MRG   |
| 2e              | Claude Delorme |       | PS    | Claude Delorme      |       | PS    |

## Hautes-Alpes

Députés élus des Hautes-Alpes par circonscription

| Circonscription | Député sortant         | Parti | Parti | Député élu ou réélu    | Parti | Parti |
| --------------- | ---------------------- | ----- | ----- | ---------------------- | ----- | ----- |
| 1re             | Pierre Bernard-Reymond |       | CDP   | Pierre Bernard-Reymond |       | CDP   |
| 2e              | Paul Dijoud            |       | RI    | Paul Dijoud            |       | RI    |

## Alpes-Maritimes

Députés élus des Alpes-Maritimes par circonscription

| Circonscription | Député sortant            | Parti | Parti | Député élu ou réélu     | Parti | Parti         |
| --------------- | ------------------------- | ----- | ----- | ----------------------- | ----- | ------------- |
| 1re             | Virgile Barel             |       | PCF   | Virgile Barel           |       | PCF           |
| 2e              | Jacques Médecin           |       | CD    | Jacques Médecin         |       | CR            |
| 3e              | Fernand Icart             |       | RI    | Fernand Icart           |       | RI            |
| 4e              | Emmanuel Aubert           |       | UDR   | Emmanuel Aubert         |       | UDR           |
| 5e              | Olivier Giscard d'Estaing |       | RI    | Bernard Cornut-Gentille |       | Divers gauche |
| 6e              | Louis Noilou              |       | UDR   | Pierre Sauvaigo         |       | UDR           |

## Ardèche

Députés élus de l'Aisne par circonscription

| Circonscription | Député sortant | Parti | Parti | Député élu ou réélu | Parti | Parti |
| --------------- | -------------- | ----- | ----- | ------------------- | ----- | ----- |
| 1re             | Pierre Cornet  |       | UDR   | Pierre Cornet       |       | UDR   |
| 2e              | Henri Torre    |       | UDR   | Henri Torre         |       | UDR   |
| 3e              | Albert Liogier |       | UDR   | Albert Liogier      |       | UDR   |

## Ardennes

Députés élus des Ardennes par circonscription

| Circonscription | Député sortant    | Parti | Parti | Député élu ou réélu | Parti | Parti |
| --------------- | ----------------- | ----- | ----- | ------------------- | ----- | ----- |
| 1re             | Lucien Meunier    |       | UDR   | Lucien Meunier      |       | UDR   |
| 2e              | André Lebon       |       | PS    | André Lebon         |       | PS    |
| 3e              | Jacques Sourdille |       | UDR   | Jacques Sourdille   |       | UDR   |

## Ariège

Députés élus de l'Ariège par circonscription

| Circonscription | Député sortant   | Parti | Parti | Député élu ou réélu | Parti | Parti |
| --------------- | ---------------- | ----- | ----- | ------------------- | ----- | ----- |
| 1re             | Gilbert Faure    |       | PS    | Gilbert Faure       |       | PS    |
| 2e              | André Saint-Paul |       | PS    | André Saint-Paul    |       | PS    |

## Aube

Députés élus de l'Aube par circonscription

| Circonscription | Député sortant                              | Parti | Parti | Député élu ou réélu | Parti | Parti |
| --------------- | ------------------------------------------- | ----- | ----- | ------------------- | ----- | ----- |
| 1re             | Louis Briot                                 |       | UDR   | André Gravelle      |       | PS    |
| 2e              | Jacques Delhalle suppléant de Robert Galley |       | UDR   | Robert Galley       |       | UDR   |
| 3e              | Paul Granet                                 |       | UDR   | Paul Granet         |       | UDR   |

## Aude

Députés élus de l'Aude par circonscription

| Circonscription | Député sortant       | Parti | Parti | Député élu ou réélu | Parti | Parti |
| --------------- | -------------------- | ----- | ----- | ------------------- | ----- | ----- |
| 1re             | Georges Guille       |       | PS    | Antoine Gayraud     |       | PS    |
| 2e              | Francis Vals         |       | PS    | Francis Vals        |       | PS    |
| 3e              | Jean-Pierre Cassabel |       | UDR   | Robert Capdeville   |       | PS    |

## Aveyron

Députés élus de l'Aveyron par circonscription

| Circonscription | Député sortant                                | Parti | Parti | Député élu ou réélu | Parti | Parti |
| --------------- | --------------------------------------------- | ----- | ----- | ------------------- | ----- | ----- |
| 1re             | Jean Briane                                   |       | CD    | Jean Briane         |       | CD    |
| 2e              | Robert Fabre                                  |       | MRG   | Robert Fabre        |       | MRG   |
| 3e              | Jean Gabriac suppléant de Louis-Alexis Delmas |       | UDR   | Jean Gabriac        |       | UDR   |

## Bouches-du-Rhône

Députés élus des Bouches-du-Rhône par circonscription

| Circonscription | Député sortant                          | Parti | Parti | Député élu ou réélu | Parti | Parti |
| --------------- | --------------------------------------- | ----- | ----- | ------------------- | ----- | ----- |
| 1re             | Henri Arnaud suppléant de Joseph Comiti |       | UDR   | Joseph Comiti       |       | UDR   |
| 2e              | Pierre Lucas                            |       | UDR   | Charles-Émile Loo   |       | PS    |
| 3e              | Gaston Defferre                         |       | PS    | Gaston Defferre     |       | PS    |
| 4e              | François Billoux                        |       | PCF   | François Billoux    |       | PCF   |
| 5e              | Robert Gardeil                          |       | RI    | Georges Lazzarino   |       | PCF   |
| 6e              | Edmond Garcin                           |       | PCF   | Edmond Garcin       |       | PCF   |
| 7e              | Paul Cermolacce                         |       | PCF   | Paul Cermolacce     |       | PCF   |
| 8e              | Jean Masse                              |       | PS    | Jean Masse          |       | PS    |
| 9e              | Louis Philibert                         |       | PS    | Louis Philibert     |       | PS    |
| 10e             | René Rieubon                            |       | PCF   | René Rieubon        |       | PCF   |
| 11e             | Charles Privat                          |       | PS    | Vincent Porelli     |       | PCF   |

## Calvados

Députés élus du Calvados par circonscription

| Circonscription | Député sortant      | Parti | Parti | Député élu ou réélu | Parti | Parti |
| --------------- | ------------------- | ----- | ----- | ------------------- | ----- | ----- |
| 1re             | Henri-François Buot |       | UDR   | Louis Mexandeau     |       | PS    |
| 2e              | Robert Bisson       |       | UDR   | Robert Bisson       |       | UDR   |
| 3e              | Michel d'Ornano     |       | RI    | Michel d'Ornano     |       | RI    |
| 4e              | Raymond Triboulet   |       | UDR   | François d'Harcourt |       | CNIP  |
| 5e              | Olivier Stirn       |       | UDR   | Olivier Stirn       |       | UDR   |

## Cantal

Députés élus du Cantal par circonscription

| Circonscription | Député sortant   | Parti | Parti | Député élu ou réélu | Parti | Parti |
| --------------- | ---------------- | ----- | ----- | ------------------- | ----- | ----- |
| 1re             | Augustin Chauvet |       | UDR   | Augustin Chauvet    |       | UDR   |
| 2e              | Pierre Raynal    |       | UDR   | Pierre Raynal       |       | UDR   |

## Charente

Députés élus de la Charente par circonscription

| Circonscription | Député sortant                         | Parti | Parti | Député élu ou réélu | Parti | Parti                     |
| --------------- | -------------------------------------- | ----- | ----- | ------------------- | ----- | ------------------------- |
| 1re             | Raymond Réthoré                        |       | UDR   | Raymond Réthoré     |       | Divers droite (Gaulliste) |
| 2e              | Jean Lafon suppléant de Félix Gaillard |       | Rad   | Francis Hardy       |       | UDR                       |
| 3e              | Michel Alloncle                        |       | UDR   | Michel Alloncle     |       | UDR                       |

## Charente-Maritime

Députés élus de la Charente-Maritime par circonscription

| Circonscription | Député sortant                                        | Parti | Parti | Député élu ou réélu    | Parti | Parti |
| --------------- | ----------------------------------------------------- | ----- | ----- | ---------------------- | ----- | ----- |
| 1re             | Albert Dehen suppléant de Philippe Dechartre          |       | UDR   | Michel Crépeau         |       | MRG   |
| 2e              | Albert Bignon                                         |       | UDR   | Albert Bignon          |       | UDR   |
| 3e              | André Brugerolle                                      |       | CDP   | André Brugerolle       |       | CDP   |
| 4e              | Louis Joanne                                          |       | RI    | Louis Joanne           |       | RI    |
| 5e              | Claude Jousseaume suppléant de Jean-Noël de Lipkowski |       | UDR   | Jean-Noël de Lipkowski |       | UDR   |

## Cher

Députés élus du Cher par circonscription

| Circonscription | Député sortant    | Parti | Parti | Député élu ou réélu | Parti | Parti |
| --------------- | ----------------- | ----- | ----- | ------------------- | ----- | ----- |
| 1re             | Raymond Boisdé    |       | RI    | Raymond Boisdé      |       | RI    |
| 2e              | Jean Boinvilliers |       | UDR   | Jean Boinvilliers   |       | UDR   |
| 3e              | Maurice Papon     |       | UDR   | Maurice Papon       |       | UDR   |

## Corrèze

Députés élus de la Corrèze par circonscription

| Circonscription | Député sortant                              | Parti | Parti | Député élu ou réélu | Parti | Parti |
| --------------- | ------------------------------------------- | ----- | ----- | ------------------- | ----- | ----- |
| 1re             | Jean Vinatier suppléant de Jean Montalat    |       | PS    | Pierre Pranchère    |       | PCF   |
| 2e              | Charles Ceyrac suppléant de Jean Charbonnel |       | UDR   | Jean Charbonnel     |       | UDR   |
| 3e              | Henri Belcour suppléant de Jacques Chirac   |       | UDR   | Jacques Chirac      |       | UDR   |

## Corse

Députés élus de la Corse par circonscription

| Circonscription | Député sortant           | Parti | Parti | Député élu ou réélu      | Parti | Parti |
| --------------- | ------------------------ | ----- | ----- | ------------------------ | ----- | ----- |
| 1re             | Jean Bozzi               |       | UDR   | Nicolas Alfonsi          |       | MRG   |
| 2e              | Jacques Faggianelli      |       | UDR   | Jean Zuccarelli          |       | MRG   |
| 3e              | Jean-Paul de Rocca Serra |       | UDR   | Jean-Paul de Rocca Serra |       | UDR   |

## Côte-d'Or

Députés élus de la Côte-d'Or par circonscription

| Circonscription | Député sortant                               | Parti | Parti | Député élu ou réélu | Parti | Parti |
| --------------- | -------------------------------------------- | ----- | ----- | ------------------- | ----- | ----- |
| 1re             | Robert Poujade suppléant de René Blas        |       | UDR   | Robert Poujade      |       | UDR   |
| 2e              | Henry Berger                                 |       | UDR   | Henry Berger        |       | UDR   |
| 3e              | Henri Moine suppléant de Jean-Philippe Lecat |       | UDR   | Jean-Philippe Lecat |       | UDR   |
| 4e              | Gilbert Mathieu                              |       | RI    | Gilbert Mathieu     |       | RI    |

## Côtes-du-Nord

Députés élus des Côtes-du-Nord par circonscription

| Circonscription | Député sortant                         | Parti | Parti    | Député élu ou réélu      | Parti | Parti |
| --------------- | -------------------------------------- | ----- | -------- | ------------------------ | ----- | ----- |
| 1re             | Arthur Charles                         |       | app. UDR | Yves Le Foll             |       | PSU   |
| 2e              | Ernest Rouxel suppléant de René Pleven |       | CDP      | Charles Josselin         |       | PS    |
| 3e              | Marie-Madeleine Dienesch               |       | UDR      | Marie-Madeleine Dienesch |       | UDR   |
| 4e              | Édouard Ollivro                        |       | CDP      | Édouard Ollivro          |       | CDP   |
| 5e              | Pierre Bourdellès                      |       | CDP      | Pierre Bourdellès        |       | CDP   |

## Creuse

Députés élus de la Creuse par circonscription

| Circonscription | Député sortant         | Parti | Parti    | Député élu ou réélu | Parti | Parti |
| --------------- | ---------------------- | ----- | -------- | ------------------- | ----- | ----- |
| 1re             | Olivier de Pierrebourg |       | app. UDR | Guy Beck            |       | PS    |
| 2e              | André Chandernagor     |       | PS       | André Chandernagor  |       | PS    |

## Dordogne

Députés élus de la Dordogne par circonscription

| Circonscription | Député sortant                          | Parti | Parti      | Député élu ou réélu | Parti | Parti |
| --------------- | --------------------------------------- | ----- | ---------- | ------------------- | ----- | ----- |
| 1re             | Claude Guichard suppléant de Yves Guéna |       | RI         | Yves Guéna          |       | UDR   |
| 2e              | Jean Capelle                            |       | UDR (app.) | Louis Pimont        |       | PS    |
| 3e              | Pierre Beylot                           |       | UDR        | Alain Bonnet        |       | MRG   |
| 4e              | Pierre Janot                            |       | UDR        | Lucien Dutard       |       | PCF   |

## Doubs

Députés élus du Doubs par circonscription

| Circonscription | Député sortant                             | Parti | Parti | Député élu ou réélu | Parti | Parti |
| --------------- | ------------------------------------------ | ----- | ----- | ------------------- | ----- | ----- |
| 1re             | Jacques Weinman                            |       | UDR   | Jacques Weinman     |       | UDR   |
| 2e              | André Boulloche                            |       | PS    | André Boulloche     |       | PS    |
| 3e              | Christian Genevard suppléant d'Edgar Faure |       | UDR   | Edgar Faure         |       | UDR   |

## Drôme

Députés élus de la Drôme par circonscription

| Circonscription | Député sortant       | Parti | Parti | Député élu ou réélu  | Parti | Parti |
| --------------- | -------------------- | ----- | ----- | -------------------- | ----- | ----- |
| 1re             | Roger Ribadeau-Dumas |       | UDR   | Roger Ribadeau-Dumas |       | UDR   |
| 2e              | Henri Michel         |       | PS    | Henri Michel         |       | PS    |
| 3e              | Gérard Sibeud        |       | UDR   | Georges Fillioud     |       | PS    |

## Eure

Députés élus de l'Eure par circonscription

| Circonscription | Député sortant  | Parti | Parti | Député élu ou réélu | Parti | Parti |
| --------------- | --------------- | ----- | ----- | ------------------- | ----- | ----- |
| 1re             | Jean de Broglie |       | RI    | Jean de Broglie     |       | RI    |
| 2e              | Jean Lainé      |       | RI    | Claude Michel       |       | PS    |
| 3e              | André Delahaye  |       | UDR   | Rémy Montagne       |       | CD    |
| 4e              | René Tomasini   |       | UDR   | René Tomasini       |       | UDR   |

## Eure-et-Loir

Députés élus d'Eure-et-Loir par circonscription

| Circonscription | Député sortant    | Parti | Parti | Député élu ou réélu | Parti | Parti         |
| --------------- | ----------------- | ----- | ----- | ------------------- | ----- | ------------- |
| 1re             | Claude Gerbet     |       | RI    | Claude Gerbet       |       | RI            |
| 2e              | Edmond Thorailler |       | UDR   | Maurice Legendre    |       | PS            |
| 3e              | Michel Hoguet     |       | UDR   | Maurice Dousset     |       | Divers droite |

## Finistère

Députés élus du Finistère par circonscription

| Circonscription | Député sortant                          | Parti | Parti | Député élu ou réélu   | Parti | Parti |
| --------------- | --------------------------------------- | ----- | ----- | --------------------- | ----- | ----- |
| 1re             | Marc Bécam* suppléant d'Edmond Michelet |       | UDR   | Marc Bécam            |       | UDR   |
| 2e              | Michel de Bennetot                      |       | UDR   | Michel de Bennetot    |       | UDR   |
| 3e              | Gabriel de Poulpiquet                   |       | UDR   | Gabriel de Poulpiquet |       | UDR   |
| 4e              | Pierre Lelong                           |       | UDR   | Pierre Lelong         |       | UDR   |
| 5e              | Antoine Caill                           |       | UDR   | Antoine Caill         |       | UDR   |
| 6e              | Suzanne Ploux                           |       | UDR   | Suzanne Ploux         |       | UDR   |
| 7e              | Gabriel Miossec                         |       | UDR   | Guy Guermeur          |       | UDR   |
| 8e              | Jean-Claude Petit                       |       | RI    | Louis Le Pensec       |       | PS    |

## Gard

Députés élus du Gard par circonscription

| Circonscription | Député sortant  | Parti | Parti | Député élu ou réélu | Parti | Parti |
| --------------- | --------------- | ----- | ----- | ------------------- | ----- | ----- |
| 1re             | Paul Tondut     |       | UDR   | Émile Jourdan       |       | PCF   |
| 2e              | Jean Poudevigne |       | CDP   | Jean Bastide        |       | PS    |
| 3e              | Roger Roucaute  |       | PCF   | Roger Roucaute      |       | PCF   |
| 4e              | Pierre Jalu     |       | UDR   | Gilbert Millet      |       | PCF   |

## Haute-Garonne

Députés élus de la Haute-Garonne par circonscription

| Circonscription | Député sortant                             | Parti | Parti | Député élu ou réélu | Parti | Parti |
| --------------- | ------------------------------------------ | ----- | ----- | ------------------- | ----- | ----- |
| 1re             | Alexandre Sanguinetti                      |       | UDR   | Alain Savary        |       | PS    |
| 2e              | Pierre Baudis                              |       | RI    | Pierre Baudis       |       | RI    |
| 3e              | Jacques Moron                              |       | UDR   | Maurice Andrieu     |       | PS    |
| 4e              | Jean Dardé                                 |       | PS    | Alex Raymond        |       | PS    |
| 5e              | Jacques Douzans                            |       | CDP   | Gérard Houteer      |       | PS    |
| 6e              | François Gabas suppléant d'Hippolyte Ducos |       | MRG   | Jean Lassère        |       | PS    |

## Gers

Députés élus du Gers par circonscription

| Circonscription | Député sortant        | Parti | Parti | Député élu ou réélu   | Parti | Parti |
| --------------- | --------------------- | ----- | ----- | --------------------- | ----- | ----- |
| 1re             | Paul Vignaux          |       | PS    | Jean Laborde          |       | PS    |
| 2e              | Pierre de Montesquiou |       | CR    | Pierre de Montesquiou |       | CDP   |

## Gironde

Députés élus de la Gironde par circonscription

| Circonscription | Député sortant                                    | Parti | Parti | Député élu ou réélu   | Parti | Parti |
| --------------- | ------------------------------------------------- | ----- | ----- | --------------------- | ----- | ----- |
| 1re             | Jean Valleix                                      |       | UDR   | Jean Valleix          |       | UDR   |
| 2e              | Jacques Valade suppléant de Jacques Chaban-Delmas |       | UDR   | Jacques Chaban-Delmas |       | UDR   |
| 3e              | Jacques Grondeau                                  |       | UDR   | Henri Deschamps       |       | PS    |
| 4e              | Philippe Madrelle suppléant de René Cassagne      |       | PS    | Philippe Madrelle     |       | PS    |
| 5e              | Aymar Achille-Fould                               |       | CDP   | Aymar Achille-Fould   |       | CDP   |
| 6e              | Robert Brettes                                    |       | PS    | Michel Sainte-Marie   |       | PS    |
| 7e              | Franck Cazenave                                   |       | CNIP  | Franck Cazenave       |       | RI    |
| 8e              | Pierre Lagorce                                    |       | PS    | Pierre Lagorce        |       | PS    |
| 9e              | Bertrand des Garets suppléant de Robert Boulin    |       | UDR   | Robert Boulin         |       | UDR   |
| 10e             | Gérard Deliaune                                   |       | UDR   | Gérard Deliaune       |       | UDR   |

## Hérault

Députés élus de l'Hérault par circonscription

| Circonscription | Député sortant        | Parti | Parti | Député élu ou réélu | Parti | Parti |
| --------------- | --------------------- | ----- | ----- | ------------------- | ----- | ----- |
| 1re             | René Couveinhes       |       | UDR   | Georges Frêche      |       | PS    |
| 2e              | Georges Clavel        |       | UDR   | Gilbert Sénès       |       | PS    |
| 3e              | André Collière        |       | UDR   | Pierre Arraut       |       | PCF   |
| 4e              | Pierre Leroy-Beaulieu |       | UDR   | Paul Balmigère      |       | PCF   |
| 5e              | Raoul Bayou           |       | PS    | Raoul Bayou         |       | PS    |

## Ille-et-Vilaine

Députés élus d'Ille-et-Vilaine par circonscription

| Circonscription | Député sortant      | Parti  | Parti  | Député élu ou réélu | Parti | Parti |
| --------------- | ------------------- | ------ | ------ | ------------------- | ----- | ----- |
| 1re             | Jacques Cressard    |        | UDR    | Jacques Cressard    |       | UDR   |
| 2e              | François Le Douarec |        | UDR    | François Le Douarec |       | UDR   |
| 3e              | Henri Lassourd      |        | UDR    | Pierre Méhaignerie  |       | CDP   |
| 4e              | Isidore Renouard    |        | RI     | Isidore Renouard    |       | RI    |
| 5e              | Vacant              | Vacant | Vacant | Michel Cointat      |       | UDR   |
| 6e              | Yvon Bourges        |        | UDR    | Yvon Bourges        |       | UDR   |

## Indre

Députés élus de l'Indre par circonscription

| Circonscription | Député sortant     | Parti | Parti | Député élu ou réélu | Parti | Parti |
| --------------- | ------------------ | ----- | ----- | ------------------- | ----- | ----- |
| 1re             | François Gerbaud   |       | UDR   | Marcel Lemoine      |       | PCF   |
| 2e              | Maurice Tissandier |       | RI    | Maurice Tissandier  |       | RI    |
| 3e              | Jean-Paul Mourot   |       | UDR   | Jean-Paul Mourot    |       | UDR   |

## Indre-et-Loire

Députés élus d'Indre-et-Loire par circonscription

| Circonscription | Député sortant       | Parti | Parti | Député élu ou réélu  | Parti | Parti         |
| --------------- | -------------------- | ----- | ----- | -------------------- | ----- | ------------- |
| 1re             | Jean Royer           |       | UDR   | Jean Royer           |       | Divers droite |
| 2e              | Pierre Lepage        |       | UDR   | Pierre Lepage        |       | UDR           |
| 3e              | Fernand Berthouin    |       | MRG   | Fernand Berthouin    |       | MRG           |
| 4e              | André-Georges Voisin |       | UDR   | André-Georges Voisin |       | UDR           |

## Isère

Députés élus de l'Isère par circonscription

| Circonscription | Député sortant                                     | Parti | Parti | Député élu ou réélu  | Parti | Parti |
| --------------- | -------------------------------------------------- | ----- | ----- | -------------------- | ----- | ----- |
| 1re             | Aimé Paquet                                        |       | RI    | Aimé Paquet          |       | RI    |
| 2e              | Pierre Volumard suppléant de Jean-Marcel Jeanneney |       | UDR   | Hubert Dubedout      |       | PS    |
| 3e              | Robert Aymar                                       |       | UDR   | Louis Maisonnat      |       | PCF   |
| 4e              | Alban Fagot                                        |       | UDR   | Jacques-Antoine Gau  |       | PS    |
| 5e              | David Rousset                                      |       | UDR   | Louis Mermaz         |       | PS    |
| 6e              | Jean Boyer                                         |       | RI    | Jean Boyer           |       | RI    |
| 7e              | Maurice Cattin-Bazin                               |       | RI    | Maurice Cattin-Bazin |       | RI    |

## Jura

Députés élus du Jura par circonscription

| Circonscription | Député sortant                              | Parti | Parti | Député élu ou réélu | Parti | Parti |
| --------------- | ------------------------------------------- | ----- | ----- | ------------------- | ----- | ----- |
| 1re             | René Feït                                   |       | RI    | René Feït           |       | RI    |
| 2e              | Henri Jouffroy suppléant de Jacques Duhamel |       | CDP   | Jacques Duhamel     |       | CDP   |

## Landes

Députés élus des Landes par circonscription

| Circonscription | Député sortant      | Parti | Parti | Député élu ou réélu | Parti | Parti |
| --------------- | ------------------- | ----- | ----- | ------------------- | ----- | ----- |
| 1re             | André Mirtin        |       | UDR   | André Mirtin        |       | UDR   |
| 2e              | Henri Lavielle      |       | PS    | Henri Lavielle      |       | PS    |
| 3e              | Jean-Marie Commenay |       | CDP   | Jean-Marie Commenay |       | CDP   |

## Loir-et-Cher

Députés élus de Loir-et-Cher par circonscription

| Circonscription | Député sortant                          | Parti | Parti | Député élu ou réélu | Parti | Parti |
| --------------- | --------------------------------------- | ----- | ----- | ------------------- | ----- | ----- |
| 1re             | Pierre Sudreau                          |       | CDP   | Pierre Sudreau      |       | CDP   |
| 2e              | Roger Corrèze                           |       | UDR   | Roger Corrèze       |       | UDR   |
| 3e              | Jean Desanlis suppléant de Paul Cormier |       | CDP   | Jean Desanlis       |       | CDP   |

## Loire

Députés élus de la Loire par circonscription

| Circonscription | Député sortant        | Parti | Parti | Député élu ou réélu | Parti | Parti |
| --------------- | --------------------- | ----- | ----- | ------------------- | ----- | ----- |
| 1re             | Michel Durafour       |       | CR    | Michel Durafour     |       | CR    |
| 2e              | Lucien Neuwirth       |       | UDR   | Lucien Neuwirth     |       | UDR   |
| 3e              | André Chazalon        |       | CD    | André Chazalon      |       | MR    |
| 4e              | Eugène Claudius-Petit |       | CD    | Roger Partrat       |       | CDP   |
| 5e              | Alain Terrenoire      |       | UDR   | Alain Terrenoire    |       | UDR   |
| 6e              | Paul Rivière          |       | UDR   | Paul Rivière        |       | UDR   |
| 7e              | Michel Jacquet        |       | RI    | Michel Jacquet      |       | RI    |

## Haute-Loire

Députés élus de la Haute-Loire par circonscription

| Circonscription | Député sortant | Parti | Parti | Député élu ou réélu | Parti | Parti |
| --------------- | -------------- | ----- | ----- | ------------------- | ----- | ----- |
| 1re             | Jacques Barrot |       | CD    | Jacques Barrot      |       | CDP   |
| 2e              | René Chazelle  |       | PS    | Jean-Claude Simon   |       | RI    |

## Loire-Atlantique

Députés élus de la Loire-Atlantique par circonscription

| Circonscription | Député sortant                        | Parti | Parti         | Député élu ou réélu             | Parti | Parti         |
| --------------- | ------------------------------------- | ----- | ------------- | ------------------------------- | ----- | ------------- |
| 1re             | Alexandre Bolo suppléant de Henri Rey |       | UDR           | Alexandre Bolo                  |       | UDR           |
| 2e              | Albert Dassié                         |       | Divers droite | Christian Chauvel               |       | PS            |
| 3e              | Benoît Macquet                        |       | UDR           | Benoît Macquet                  |       | UDR           |
| 4e              | Joseph-Henri Maujoüan du Gasset       |       | RI            | Joseph-Henri Maujoüan du Gasset |       | RI            |
| 5e              | Xavier Hunault                        |       | Divers droite | Xavier Hunault                  |       | Divers droite |
| 6e              | Georges Carpentier                    |       | PS            | Georges Carpentier              |       | PS            |
| 7e              | Olivier Guichard                      |       | UDR           | Olivier Guichard                |       | UDR           |
| 8e              | Lucien Richard                        |       | UDR           | Lucien Richard                  |       | UDR           |

## Loiret

Députés élus du Loiret par circonscription

| Circonscription | Député sortant                                       | Parti | Parti | Député élu ou réélu                      | Parti | Parti |
| --------------- | ---------------------------------------------------- | ----- | ----- | ---------------------------------------- | ----- | ----- |
| 1re             | Jean-Baptiste Chassagne suppléant de Henri Duvillard |       | UDR   | Henri Duvillard                          |       | UDR   |
| 2e              | Louis Sallé                                          |       | UDR   | Louis Sallé                              |       | UDR   |
| 3e              | Pierre Charié                                        |       | UDR   | Gaston Girard suppléant de Pierre Charié |       | UDR   |
| 4e              | Robert Figeat suppléant de Xavier Deniau             |       | UDR   | Xavier Deniau                            |       | UDR   |

## Lot

Députés élus du Lot par circonscription

| Circonscription | Député sortant                      | Parti | Parti | Député élu ou réélu | Parti | Parti |
| --------------- | ----------------------------------- | ----- | ----- | ------------------- | ----- | ----- |
| 1re             | Maurice Faure                       |       | MRG   | Maurice Faure       |       | MRG   |
| 2e              | Guy Murat suppléant de Bernard Pons |       | UDR   | Bernard Pons        |       | UDR   |

## Lot-et-Garonne

Députés élus de Lot-et-Garonne par circonscription

| Circonscription | Député sortant     | Parti | Parti | Député élu ou réélu     | Parti | Parti |
| --------------- | ------------------ | ----- | ----- | ----------------------- | ----- | ----- |
| 1re             | Georges Caillau    |       | RI    | Christian Laurissergues |       | PS    |
| 2e              | Guy Bégué          |       | UDR   | Hubert Ruffe            |       | PCF   |
| 3e              | Édouard Schloesing |       | Rad   | Édouard Schloesing      |       | MR    |

## Lozère

Députés élus de la Lozère par circonscription

| Circonscription | Député sortant      | Parti | Parti | Député élu ou réélu | Parti | Parti |
| --------------- | ------------------- | ----- | ----- | ------------------- | ----- | ----- |
| 1re             | Pierre Couderc      |       | RI    | Pierre Couderc      |       | RI    |
| 2e              | Charles de Chambrun |       | UDR   | Jacques Blanc       |       | RI    |

## Maine-et-Loire

Députés élus de Maine-et-Loire par circonscription

| Circonscription | Député sortant                           | Parti | Parti                     | Député élu ou réélu | Parti | Parti                     |
| --------------- | ---------------------------------------- | ----- | ------------------------- | ------------------- | ----- | ------------------------- |
| 1re             | Jean Narquin                             |       | UDR                       | Jean Narquin        |       | UDR                       |
| 2e              | Jean Chalopin suppléant de Jean Foyer    |       | UDR                       | Jean Foyer          |       | UDR                       |
| 3e              | Paul Boudon suppléant de Philippe Rivain |       | Divers droite (Gaulliste) | Paul Boudon         |       | Divers droite (Gaulliste) |
| 4e              | Robert Hauret                            |       | UDR                       | Jean Bégault        |       | MR                        |
| 5e              | René Le Bault de La Morinière            |       | UDR                       | Maurice Ligot       |       | Divers droite             |
| 6e              | René la Combe                            |       | UDR                       | René la Combe       |       | UDR                       |

## Manche

Députés élus de la Manche par circonscription

| Circonscription | Député sortant   | Parti | Parti | Député élu ou réélu | Parti | Parti |
| --------------- | ---------------- | ----- | ----- | ------------------- | ----- | ----- |
| 1re             | Raymond Guilbert |       | UDR   | Jean-Marie Daillet  |       | CD    |
| 2e              | Émile Bizet      |       | UDR   | Émile Bizet         |       | UDR   |
| 3e              | Henri Baudouin   |       | UDR   | Henri Baudouin      |       | RI    |
| 4e              | Pierre Godefroy  |       | UDR   | Pierre Godefroy     |       | UDR   |
| 5e              | Jacques Hébert   |       | UDR   | Louis Darinot       |       | PS    |

## Marne

Députés élus de la Marne par circonscription

| Circonscription | Député sortant                             | Parti | Parti | Député élu ou réélu | Parti | Parti |
| --------------- | ------------------------------------------ | ----- | ----- | ------------------- | ----- | ----- |
| 1re             | Roger Crespin suppléant de Jean Taittinger |       | UDR   | Jean Taittinger     |       | UDR   |
| 2e              | Jean Falala                                |       | UDR   | Jean Falala         |       | UDR   |
| 3e              | Jean Degraeve                              |       | UDR   | Jean Degraeve       |       | UDR   |
| 4e              | Bernard Stasi                              |       | CDP   | Bernard Stasi       |       | CDP   |

## Haute-Marne

Députés élus de la Haute-Marne par circonscription

| Circonscription | Député sortant | Parti | Parti | Député élu ou réélu | Parti | Parti |
| --------------- | -------------- | ----- | ----- | ------------------- | ----- | ----- |
| 1re             | Jean Favre     |       | UDR   | Jean Favre          |       | UDR   |
| 2e              | Jacques Delong |       | UDR   | Jacques Delong      |       | UDR   |

## Mayenne

Députés élus de la Mayenne par circonscription

| Circonscription | Député sortant    | Parti | Parti | Député élu ou réélu | Parti | Parti |
| --------------- | ----------------- | ----- | ----- | ------------------- | ----- | ----- |
| 1re             | Pierre Buron      |       | UDR   | Pierre Buron        |       | UDR   |
| 2e              | Henri de Gastines |       | UDR   | Henri de Gastines   |       | UDR   |
| 3e              | Bertrand Denis    |       | RI    | Bertrand Denis      |       | RI    |

## Meurthe-et-Moselle

Députés élus de Meurthe-et-Moselle par circonscription

| Circonscription | Député sortant                              | Parti | Parti | Député élu ou réélu           | Parti | Parti         |
| --------------- | ------------------------------------------- | ----- | ----- | ----------------------------- | ----- | ------------- |
| 1re             | Jean-Jacques Servan-Schreiber               |       | PRV   | Jean-Jacques Servan-Schreiber |       | PRV           |
| 2e              | William Jacson                              |       | UDR   | Claude Coulais                |       | RI            |
| 3e              | Pierre Weber                                |       | RI    | Pierre Weber                  |       | RI            |
| 4e              | Jean Bichat                                 |       | RI    | Jean Bichat                   |       | RI            |
| 5e              | Christian Fouchet                           |       | UDR   | Christian Fouchet             |       | Divers droite |
| 6e              | Hubert Martin                               |       | RI    | Gilbert Schwartz              |       | PCF           |
| 7e              | Robert Richoux suppléant de Jacques Trorial |       | CDP   | Robert Drapier                |       | MR            |

## Meuse

Députés élus de la Meuse par circonscription

| Circonscription | Député sortant   | Parti | Parti | Député élu ou réélu | Parti | Parti |
| --------------- | ---------------- | ----- | ----- | ------------------- | ----- | ----- |
| 1re             | Louis Jacquinot  |       | UDR   | Jean Bernard        |       | PS    |
| 2e              | André Beauguitte |       | RI    | André Beauguitte    |       | RI    |

## Morbihan

Députés élus du Morbihan par circonscription

| Circonscription | Député sortant                                | Parti | Parti | Député élu ou réélu | Parti | Parti |
| --------------- | --------------------------------------------- | ----- | ----- | ------------------- | ----- | ----- |
| 1re             | Jean Grimaud suppléant de Raymond Marcellin   |       | RI    | Raymond Marcellin   |       | RI    |
| 2e              | Yvonne Stéphan suppléante de Christian Bonnet |       | RI    | Christian Bonnet    |       | RI    |
| 3e              | Hervé Laudrin                                 |       | UDR   | Hervé Laudrin       |       | UDR   |
| 4e              | Yves du Halgouët                              |       | RI    | Loïc Bouvard        |       | CD    |
| 5e              | Roger de Vitton                               |       | RI    | Yves Allainmat      |       | PS    |
| 6e              | Paul Ihuel                                    |       | CD    | Paul Ihuel          |       | CD    |

## Moselle

Députés élus de la Moselle par circonscription

| Circonscription | Député sortant                              | Parti | Parti | Député élu ou réélu | Parti | Parti |
| --------------- | ------------------------------------------- | ----- | ----- | ------------------- | ----- | ----- |
| 1re             | Armand Nass suppléant de Raymond Mondon     |       | RI    | Jean Kiffer         |       | MR    |
| 2e              | Pierre Kédinger                             |       | UDR   | Pierre Kédinger     |       | UDR   |
| 3e              | Léon Arnould                                |       | RI    | César Depietri      |       | PCF   |
| 4e              | Maurice Schnebelen                          |       | RI    | Maurice Schnebelen  |       | RI    |
| 5e              | Julien Schvartz                             |       | UDR   | Julien Schvartz     |       | UDR   |
| 6e              | Jean Coumaros                               |       | UDR   | Anne-Marie Fritsch  |       | PRV   |
| 7e              | Étienne Hinsberger                          |       | UDR   | Jean Seitlinger     |       | CDP   |
| 8e              | Maurice Jarrige suppléant de Pierre Messmer |       | UDR   | Pierre Messmer      |       | UDR   |

## Nièvre

Députés élus de la Nièvre par circonscription

| Circonscription | Député sortant      | Parti | Parti | Député élu ou réélu         | Parti | Parti |
| --------------- | ------------------- | ----- | ----- | --------------------------- | ----- | ----- |
| 1re             | Daniel Benoist      |       | PS    | Daniel Benoist              |       | PS    |
| 2e              | Jacques Bouchacourt |       | UDR   | Jacques Huyghues des Étages |       | PS    |
| 3e              | François Mitterrand |       | PS    | François Mitterrand         |       | PS    |

## Nord

Députés élus du Nord par circonscription

| Circonscription | Député sortant                                         | Parti | Parti | Député élu ou réélu | Parti | Parti |
| --------------- | ------------------------------------------------------ | ----- | ----- | ------------------- | ----- | ----- |
| 1re             | Gabriel Vancalster suppléant de François-Xavier Ortoli |       | UDR   | Norbert Ségard      |       | UDR   |
| 2e              | Hubert Rochet suppléant de Pierre Billecocq            |       | UDR   | Pierre Mauroy       |       | PS    |
| 3e              | Alain Le Marc'hadour suppléant de Liévin Danel         |       | UDR   | Pierre Billecocq    |       | UDR   |
| 4e              | Robert Menu                                            |       | UDR   | Arthur Cornette     |       | PS    |
| 5e              | Arthur Notebart                                        |       | PS    | Arthur Notebart     |       | PS    |
| 6e              | Robert Vandelanoitte                                   |       | UDR   | André Laurent       |       | PS    |
| 7e              | Joseph Frys                                            |       | UDR   | André Desmulliez    |       | PS    |
| 8e              | Pierre Herman                                          |       | UDR   | Léonce Clérambeaux  |       | PS    |
| 9e              | Henri Blary                                            |       | UDR   | Henri Blary         |       | UDR   |
| 10e             | Adrien Verkindère suppléant de Maurice Schumann        |       | UDR   | Gérard Haesebroeck  |       | PS    |
| 11e             | Albert Denvers                                         |       | PS    | Albert Denvers      |       | PS    |
| 12e             | Maurice Cornette                                       |       | UDR   | Maurice Cornette    |       | UDR   |
| 13e             | Auguste Damette                                        |       | UDR   | Auguste Damette     |       | UDR   |
| 14e             | Émile Roger                                            |       | PCF   | Émile Roger         |       | PCF   |
| 15e             | Arthur Ramette                                         |       | PCF   | Georges Hage        |       | PCF   |
| 16e             | Raymond Gernez                                         |       | PS    | Jacques Legendre    |       | UDR   |
| 17e             | Jean Durieux                                           |       | RI    | Jean Durieux        |       | RI    |
| 18e             | Georges Bustin                                         |       | PCF   | Georges Bustin      |       | PCF   |
| 19e             | Arthur Musmeaux                                        |       | PCF   | Georges Donnez      |       | MDSF  |
| 20e             | Henri Fiévez                                           |       | PCF   | Gustave Ansart      |       | PCF   |
| 21e             | Arthur Moulin                                          |       | UDR   | Charles Naveau      |       | PS    |
| 22e             | Bernard Lebas                                          |       | UDR   | Albert Maton        |       | PCF   |
| 23e             | Alban Voisin                                           |       | UDR   | Didier Eloy         |       | PCF   |

## Oise

Députés élus de l'Oise par circonscription

| Circonscription | Député sortant  | Parti | Parti | Député élu ou réélu | Parti | Parti |
| --------------- | --------------- | ----- | ----- | ------------------- | ----- | ----- |
| 1re             | Marcel Dassault |       | UDR   | Marcel Dassault     |       | UDR   |
| 2e              | Edmond Nessler  |       | UDR   | Edmond Nessler      |       | UDR   |
| 3e              | Robert Hersant  |       | CDP   | Robert Hersant      |       | CDP   |
| 4e              | René Quentier   |       | UDR   | René Quentier       |       | UDR   |
| 5e              | François Bénard |       | UDR   | François Bénard     |       | UDR   |

## Orne

Députés élus de l'Orne par circonscription

| Circonscription | Député sortant   | Parti | Parti | Député élu ou réélu | Parti | Parti |
| --------------- | ---------------- | ----- | ----- | ------------------- | ----- | ----- |
| 1re             | Louis Terrenoire |       | UDR   | Daniel Goulet       |       | UDR   |
| 2e              | Roland Boudet    |       | CD    | Roland Boudet       |       | CD    |
| 3e              | Émile Halbout    |       | CD    | Pierre Noal         |       | UDR   |

## Pas-de-Calais

Députés élus du Pas-de-Calais par circonscription

| Circonscription | Député sortant                                  | Parti | Parti | Député élu ou réélu | Parti | Parti |
| --------------- | ----------------------------------------------- | ----- | ----- | ------------------- | ----- | ----- |
| 1re             | Guy Mollet                                      |       | PS    | Guy Mollet          |       | PS    |
| 2e              | Jean Chambon                                    |       | UDR   | Jean Chambon        |       | UDR   |
| 3e              | Pierre Bonnel                                   |       | RI    | Lucien Pignion      |       | PS    |
| 4e              | Marcel Béraud                                   |       | UDR   | Marcel Béraud       |       | UDR   |
| 5e              | Jeannil Dumortier                               |       | PS    | Jean Bardol         |       | PCF   |
| 6e              | Henri Collette                                  |       | UDR   | Louis Le Sénéchal   |       | PS    |
| 7e              | Jacques Vendroux                                |       | UDR   | Jean-Jacques Barthe |       | PCF   |
| 8e              | Benjamin Catry                                  |       | UDR   | Roland Huguet       |       | PS    |
| 9e              | Hubert Dupont-Fauville                          |       | UDR   | Édouard Carlier     |       | PCF   |
| 10e             | Maurice Andrieux                                |       | PCF   | Maurice Andrieux    |       | PCF   |
| 11e             | Henri Lucas suppléant de Jeannette Prin         |       | PCF   | Henri Lucas         |       | PCF   |
| 12e             | Henri Darras                                    |       | PS    | Henri Darras        |       | PS    |
| 13e             | André Delelis                                   |       | PS    | André Delelis       |       | PS    |
| 14e             | Alfred Peugnet suppléant de Fernand Darchicourt |       | PS    | Joseph Legrand      |       | PCF   |

## Puy-de-Dôme

Députés élus du Puy-de-Dôme par circonscription

| Circonscription | Député sortant                                      | Parti | Parti | Député élu ou réélu      | Parti | Parti |
| --------------- | --------------------------------------------------- | ----- | ----- | ------------------------ | ----- | ----- |
| 1re             | Arsène Boulay                                       |       | PS    | Arsène Boulay            |       | PS    |
| 2e              | Jean Morellon suppléant de Valéry Giscard d'Estaing |       | RI    | Valéry Giscard d'Estaing |       | RI    |
| 3e              | Joseph Planeix                                      |       | PS    | Joseph Planeix           |       | PS    |
| 4e              | Fernand Sauzedde                                    |       | PS    | Fernand Sauzedde         |       | PS    |
| 5e              | Michel Duval                                        |       | RI    | Edmond Vacant            |       | PS    |

## Pyrénées-Atlantiques

Députés élus des Pyrénées-Atlantiques par circonscription

| Circonscription | Député sortant                              | Parti | Parti | Député élu ou réélu | Parti | Parti |
| --------------- | ------------------------------------------- | ----- | ----- | ------------------- | ----- | ----- |
| 1re             | Pierre Sallenave                            |       | CNIP  | André Labarrère     |       | PS    |
| 2e              | Maurice Plantier                            |       | UDR   | Maurice Plantier    |       | UDR   |
| 3e              | Franz Duboscq suppléant de Michel Inchauspé |       | UDR   | Michel Inchauspé    |       | UDR   |
| 4e              | Bernard Marie                               |       | UDR   | Bernard Marie       |       | UDR   |

## Hautes-Pyrénées

Députés élus des Hautes-Pyrénées par circonscription

| Circonscription | Député sortant | Parti | Parti | Député élu ou réélu | Parti | Parti |
| --------------- | -------------- | ----- | ----- | ------------------- | ----- | ----- |
| 1re             | René Billères  |       | MRG   | André Guerlin       |       | PS    |
| 2e              | Paul Thillard  |       | UDR   | François Abadie     |       | MRG   |

## Pyrénées-Orientales

Députés élus des Pyrénées-Orientales par circonscription

| Circonscription | Député sortant | Parti | Parti | Député élu ou réélu | Parti | Parti |
| --------------- | -------------- | ----- | ----- | ------------------- | ----- | ----- |
| 1re             | Paul Alduy     |       | PS    | Paul Alduy          |       | PS    |
| 2e              | Arthur Conte   |       | UDR   | André Tourné        |       | PCF   |

## Bas-Rhin

Députés élus du Bas-Rhin par circonscription

| Circonscription | Député sortant                        | Parti | Parti | Député élu ou réélu   | Parti | Parti |
| --------------- | ------------------------------------- | ----- | ----- | --------------------- | ----- | ----- |
| 1re             | René Radius                           |       | UDR   | René Radius           |       | UDR   |
| 2e              | Ernest Rickert suppléant d'André Bord |       | UDR   | André Bord            |       | UDR   |
| 3e              | Georges Ritter                        |       | UDR   | Jean-Claude Burckel   |       | UDR   |
| 4e              | Albert Ehm                            |       | UDR   | Albert Ehm            |       | UDR   |
| 5e              | Gérard Lehn                           |       | UDR   | Jean-Marie Caro       |       | CD    |
| 6e              | Alfred Westphal                       |       | UDR   | Adrien Zeller         |       | MR    |
| 7e              | François Grussenmeyer                 |       | UDR   | François Grussenmeyer |       | UDR   |
| 8e              | Germain Sprauer                       |       | UDR   | Germain Sprauer       |       | UDR   |

## Haut-Rhin

Députés élus du Haut-Rhin par circonscription

| Circonscription | Député sortant     | Parti | Parti | Député élu ou réélu | Parti | Parti |
| --------------- | ------------------ | ----- | ----- | ------------------- | ----- | ----- |
| 1re             | Edmond Borocco     |       | UDR   | Justin Hausherr     |       | CD    |
| 2e              | Georges Bourgeois  |       | UDR   | Georges Bourgeois   |       | UDR   |
| 3e              | Alphonse Jenn      |       | UDR   | Pierre Weisenhorn   |       | UDR   |
| 4e              | Raymond Zimmermann |       | UDR   | Émile Muller        |       | CD    |
| 5e              | Antoine Gissinger  |       | UDR   | Antoine Gissinger   |       | UDR   |

## Rhône

Députés élus du Rhône par circonscription

| Circonscription | Député sortant        | Parti              | Parti              | Député élu ou réélu   | Parti | Parti         |
| --------------- | --------------------- | ------------------ | ------------------ | --------------------- | ----- | ------------- |
| 1re             | René Caille           |                    | UDR                | René Caille           |       | UDR           |
| 2e              | Henri Guillermin      |                    | UDR                | Henri Guillermin      |       | UDR           |
| 3e              | Édouard Charret       |                    | UDR                | Jacques Soustelle     |       | Divers droite |
| 4e              | Louis Joxe            |                    | UDR                | Louis Joxe            |       | UDR           |
| 5e              | Pierre-Bernard Cousté |                    | UDR                | Pierre-Bernard Cousté |       | UDR           |
| 6e              | Marcel Houël          |                    | PCF                | Étienne Gagnaire      |       | MDSF          |
| 7e              | Philippe Danilo       |                    | UDR                | Frédéric Dugoujon     |       | CD            |
| 8e              | Pierre Morison        |                    | RI                 | Emmanuel Hamel        |       | RI            |
| 9e              | Joseph Rivière        |                    | UDR                | Alain Mayoud          |       | RI            |
| 10e             | Gérard Ducray         |                    | RI                 | Gérard Ducray         |       | RI            |
| 11e             | Nouvellement créée    | Nouvellement créée | Nouvellement créée | Marcel Houël          |       | PCF           |
| 12e             | Nouvellement créée    | Nouvellement créée | Nouvellement créée | Xavier Hamelin        |       | UDR           |
| 13e             | Nouvellement créée    | Nouvellement créée | Nouvellement créée | Jean Poperen          |       | PS            |

## Haute-Saône

Députés élus de la Haute-Saône par circonscription

| Circonscription | Député sortant       | Parti | Parti | Député élu ou réélu  | Parti | Parti |
| --------------- | -------------------- | ----- | ----- | -------------------- | ----- | ----- |
| 1re             | Pierre Vitter        |       | RI    | Pierre Vitter        |       | RI    |
| 2e              | Jean-Jacques Beucler |       | UDR   | Jean-Jacques Beucler |       | CDP   |

## Saône-et-Loire

Députés élus de Saône-et-Loire par circonscription

| Circonscription | Député sortant                             | Parti | Parti | Député élu ou réélu | Parti | Parti |
| --------------- | ------------------------------------------ | ----- | ----- | ------------------- | ----- | ----- |
| 1re             | Romain Buffet suppléant de Philippe Malaud |       | RI    | Philippe Malaud     |       | RI    |
| 2e              | Paul Duraffour                             |       | MRG   | Paul Duraffour      |       | MRG   |
| 3e              | Henri Lacagne                              |       | UDR   | Henri Lacagne       |       | UDR   |
| 4e              | André Jarrot                               |       | UDR   | André Jarrot        |       | UDR   |
| 5e              | Bernard Tremeau                            |       | UDR   | Pierre Joxe         |       | PS    |

## Sarthe

Députés élus de la Sarthe par circonscription

| Circonscription | Député sortant      | Parti | Parti | Député élu ou réélu | Parti | Parti |
| --------------- | ------------------- | ----- | ----- | ------------------- | ----- | ----- |
| 1re             | Jean-Yves Chapalain |       | UDR   | Gérard Chasseguet   |       | UDR   |
| 2e              | Jacques Chaumont    |       | UDR   | Jacques Chaumont    |       | UDR   |
| 3e              | Raymond Dronne      |       | CD    | Raymond Dronne      |       | CDP   |
| 4e              | Joël Le Theule      |       | UDR   | Joël Le Theule      |       | UDR   |
| 5e              | Michel d'Aillières  |       | RI    | Michel d'Aillières  |       | RI    |

## Savoie

Députés élus de la Savoie par circonscription

| Circonscription | Député sortant                                | Parti | Parti | Député élu ou réélu | Parti | Parti   |
| --------------- | --------------------------------------------- | ----- | ----- | ------------------- | ----- | ------- |
| 1re             | Jean Delachenal                               |       | RI    | Louis Besson        |       | app. PS |
| 2e              | Georges Peizerat suppléant de Joseph Fontanet |       | CDP   | Joseph Fontanet     |       | CDP     |
| 3e              | Pierre Dumas                                  |       | UDR   | Jean-Pierre Cot     |       | PS      |

## Haute-Savoie

Députés élus de la Haute-Savoie par circonscription

| Circonscription | Député sortant | Parti | Parti | Député élu ou réélu | Parti | Parti |
| --------------- | -------------- | ----- | ----- | ------------------- | ----- | ----- |
| 1re             | Jean Brocard   |       | RI    | Jean Brocard        |       | RI    |
| 2e              | Georges Pianta |       | RI    | Georges Pianta      |       | RI    |
| 3e              | Maurice Herzog |       | UDR   | Maurice Herzog      |       | UDR   |

## Paris

Députés élus de Paris par circonscription

| Circonscription                                 | Député sortant                                           | Parti  | Parti    | Député élu ou réélu       | Parti | Parti |
| ----------------------------------------------- | -------------------------------------------------------- | ------ | -------- | ------------------------- | ----- | ----- |
| 1re                                             | Pierre-Charles Krieg                                     |        | UDR      | Pierre-Charles Krieg      |       | UDR   |
| 2e                                              | Jacques Dominati                                         |        | RI       | Jacques Dominati          |       | RI    |
| 3e                                              | Jean Tiberi                                              |        | UDR      | Jean Tiberi               |       | UDR   |
| 4e                                              | Pierre Bas                                               |        | UDR      | Pierre Bas                |       | UDR   |
| 5e                                              | Michel Caldaguès*                                        |        | UDR      | Édouard Frédéric-Dupont   |       | RI    |
| 6e                                              | Raymond Bousquet* suppléant de Maurice Couve de Murville |        | UDR      | Maurice Couve de Murville |       | UDR   |
| 7e                                              | Raymond Colibeau* suppléant de Gabriel Kaspereit         |        | UDR      | Gabriel Kaspereit         |       | UDR   |
| 8e                                              | Claude-Gérard Marcus                                     |        | UDR      | Claude-Gérard Marcus      |       | UDR   |
| 9e                                              | Michel Marquet suppléant d'André Fanton                  |        | UDR      | André Fanton              |       | UDR   |
| 10e                                             | Claude Martin                                            |        | UDR      | Jacques Chambaz           |       | PCF   |
| 11e                                             | Charles Magaud* suppléant de Roger Frey*                 |        | UDR      | Roger Frey                |       | UDR   |
| 12e                                             | Pierre de Bénouville                                     |        | app. UDR | Pierre de Bénouville      |       | RI    |
| 13e                                             | Henri Modiano                                            |        | Divers   | Gisèle Moreau             |       | PCF   |
| 14e                                             | Jean Turco suppléant de Hubert Germain                   |        | UDR      | Hubert Germain            |       | UDR   |
| 15e                                             | Michel de Grailly                                        |        | UDR      | Eugène Claudius-Petit     |       | CDP   |
| 16e                                             | Christian de La Malène                                   |        | UDR      | Christian de La Malène    |       | UDR   |
| 17e                                             | Jacques Marette                                          |        | UDR      | Jacques Marette           |       | UDR   |
| 18e                                             | Nicole de Hauteclocque                                   |        | UDR      | Nicole de Hauteclocque    |       | UDR   |
| 19e                                             | Claude Roux                                              |        | UDR      | Claude Roux               |       | UDR   |
| 20e                                             | Michel Habib-Deloncle                                    |        | UDR      | Georges Mesmin            |       | CD    |
| 21e                                             | Paul Stehlin                                             |        | CD       | Paul Stehlin              |       | CD    |
| 22e                                             | Jacques Sanglier suppléant de Bernard Lafay              |        | UDR      | Bernard Lafay             |       | UDR   |
| 23e                                             | Jean de Préaumont                                        |        | UDR      | Jean de Préaumont         |       | UDR   |
| 24e                                             | François Missoffe                                        |        | UDR      | François Missoffe         |       | UDR   |
| 25e                                             | Louis Vallon*                                            |        | Divers   | Roger Chinaud             |       | RI    |
| 26e                                             | Joël Le Tac                                              |        | UDR      | Joël Le Tac               |       | UDR   |
| 27e                                             | Jean Bernasconi                                          |        | UDR      | Louis Baillot             |       | PCF   |
| 28e                                             | Pierre Ruais                                             |        | UDR      | Henri Fiszbin             |       | PCF   |
| 29e                                             | Vacant                                                   | Vacant | Vacant   | Paul Laurent              |       | PCF   |
| 30e                                             | Roland Carter                                            |        | UDR      | Daniel Dalbera            |       | PCF   |
| 31e                                             | Albert Marcenet                                          |        | UDR      | Lucien Villa              |       | PCF   |
| * député sortant ne se représentant pas en 1973 |                                                          |        |          |                           |       |       |

## Seine-Maritime

Députés élus de la Seine-Maritime par circonscription

| Circonscription | Député sortant    | Parti | Parti | Député élu ou réélu | Parti | Parti |
| --------------- | ----------------- | ----- | ----- | ------------------- | ----- | ----- |
| 1re             | Roger Dusseaulx   |       | UDR   | Jean Lecanuet       |       | CD    |
| 2e              | Tony Larue        |       | PS    | Tony Larue          |       | PS    |
| 3e              | Roland Leroy      |       | PCF   | Roland Leroy        |       | PCF   |
| 4e              | Olivier de Sarnez |       | UDR   | André Martin        |       | MDSF  |
| 5e              | André Bettencourt |       | RI    | André Bettencourt   |       | RI    |
| 6e              | Maurice Georges   |       | UDR   | Maurice Georges     |       | UDR   |
| 7e              | André Duroméa     |       | PCF   | André Duroméa       |       | PCF   |
| 8e              | Roger Fossé       |       | UDR   | Roger Fossé         |       | UDR   |
| 9e              | Raymond Offroy    |       | UDR   | Raymond Offroy      |       | UDR   |
| 10e             | Georges Delatre   |       | UDR   | Georges Delatre     |       | UDR   |

## Seine-et-Marne

Députés élus de Seine-et-Marne par circonscription

| Circonscription                | Député sortant   | Parti | Parti            | Député élu ou réélu | Parti | Parti |
| ------------------------------ | ---------------- | --- | ---------------- | ------------------- | ----- | ----- |
| 1re                            | Marc Jacquet     | | UDR              | Alain Vivien        |       | PS    |
| 2e                             | Guy Rabourdin    | | UDR              | Gérard Bordu        |       | PCF   |
| 3e                             | Bertrand Flornoy | Node-count limit exceeded{{Node-count limit exceeded}} {{Node-count limit exceeded\|nom\|\|{{Node-count limit exceeded}}}}{{Node-count limit exceeded\|gauche\|style="text-align:left"{{Node-count limit exceeded}}\|{{Node-count limit exceeded\|gauche\|style="text-align:left"{{Node-count limit exceeded}}}}}}{{Node-count limit exceeded\|long\|{{Node-count limit exceeded\|parti=}}\|{{Node-count limit exceeded\|long\|{{Node-count limit exceeded\|parti=}}\|{{Node-count limit exceeded\|parti=}}}}}}{{Node-count limit exceeded\| puis {{Node-count limit exceeded\|parti=}}}} | Bertrand Flornoy | UDR2}}              |       |       |
| 4{{Node-count limit exceeded}} | Alain Peyrefitte | UDR2}} | Alain Peyrefitte | UDR2}}              |       |       |
| 5{{Node-count limit exceeded}} | Didier Julia     | UDR2}} | Didier Julia     | UDR2}}              |       |       |

## Yvelines

Députés élus des Yvelines par circonscription

Node-count limit exceeded
Node-count limit exceeded

## Deux-Sèvres

Députés élus des Deux-Sèvres par circonscription

Node-count limit exceeded
Node-count limit exceeded

## Somme

Députés élus de la Somme par circonscription

Node-count limit exceeded
Node-count limit exceeded

## Tarn

Députés élus du Tarn par circonscription

Node-count limit exceeded
Node-count limit exceeded

## Tarn-et-Garonne

Députés élus de Tarn-et-Garonne par circonscription

Node-count limit exceeded
Node-count limit exceeded

## Var

Députés élus du Var par circonscription

Node-count limit exceeded
Node-count limit exceeded

## Vaucluse

Députés élus de Vaucluse par circonscription

Node-count limit exceeded
Node-count limit exceeded

## Vendée

Députés élus de la Vendée par circonscription

Node-count limit exceeded
Node-count limit exceeded

## Vienne

Députés élus de la Vienne par circonscription

Node-count limit exceeded
Node-count limit exceeded

## Haute-Vienne

Députés élus de la Haute-Vienne par circonscription

Node-count limit exceeded
Node-count limit exceeded

## Vosges

Députés élus des Vosges par circonscription

Node-count limit exceeded
Node-count limit exceeded

## Yonne

Députés élus de l'Yonne par circonscription

Node-count limit exceeded
Node-count limit exceeded

## Territoire de Belfort

Députés élus du Territoire de Belfort par circonscription

Node-count limit exceeded
Node-count limit exceeded

## Essonne

Députés élus de l'Essonne par circonscription

Node-count limit exceeded
Node-count limit exceeded

## Hauts-de-Seine

Députés élus des Hauts-de-Seine par circonscription

Node-count limit exceeded
Node-count limit exceeded

## Seine-Saint-Denis

Députés élus de la Seine-Saint-Denis par circonscription

Node-count limit exceeded
Node-count limit exceeded

## Val-de-Marne

Députés élus du Val-de-Marne par circonscription

Node-count limit exceeded
Node-count limit exceeded

## Val-d'Oise

Députés élus du Val-d'Oise par circonscription

Node-count limit exceeded
Node-count limit exceeded

## Guadeloupe

Députés élus de la Guadeloupe par circonscription

Node-count limit exceeded
Node-count limit exceeded

## Guyane

Députés élus de la Guyane

Node-count limit exceeded
Node-count limit exceeded

## Martinique

Députés élus de la Martinique par circonscription

Node-count limit exceeded
Node-count limit exceeded

## La Réunion

Députés élus de La Réunion par circonscription

Node-count limit exceeded
Node-count limit exceeded

## Territoire français des Afars et des Issas

Député élu du territoire français des Afars et des Issas

Node-count limit exceeded
Node-count limit exceeded

## Comores

Députés élus des Comores

Node-count limit exceeded
Node-count limit exceeded

## Nouvelle-Calédonie et dépendances

Député élu de Nouvelle-Calédonie et dépendances

Node-count limit exceeded
Node-count limit exceeded

## Polynésie française

Député élu de la Polynésie française

Node-count limit exceeded
Node-count limit exceeded

## Saint-Pierre-et-Miquelon

Député élu de Saint-Pierre-et-Miquelon

Node-count limit exceeded
Node-count limit exceeded

## Wallis-et-Futuna

Député élu de Wallis-et-Futuna

Node-count limit exceeded
Node-count limit exceeded